# Motorrad-Weltmeisterschaft 1982
Die Motorrad-Weltmeisterschaft 1982 war die 34. Saison in der Geschichte der FIM-Motorrad-Straßenweltmeisterschaft.
In den Klassen  bis 500 cm³, bis 250 cm³ und bis 125 cm³ wurden zwölf, in der Klasse bis 350 cm³ und bei den Gespannen neun und in der Klasse bis 50 cm³ sechs Rennen ausgetragen.

## Punkteverteilung
| Punktewertung | Punktewertung | Punktewertung | Punktewertung | Punktewertung | Punktewertung | Punktewertung | Punktewertung | Punktewertung | Punktewertung | Punktewertung |
| ------------- | ------------- | ------------- | ------------- | ------------- | ------------- | ------------- | ------------- | ------------- | ------------- | ------------- |
| Platz         | 1             | 2             | 3             | 4             | 5             | 6             | 7             | 8             | 9             | 10            |
| Punkte        | 15            | 12            | 10            | 8             | 6             | 5             | 4             | 3             | 2             | 1             |

In die Wertung kamen alle erzielten Resultate.

## 500-cm³-Klasse

### Rennergebnisse
|    | Datum  | Rennen                | Strecke           | Platz 1           | Platz 2           | Platz 3           | Pole-Position     | Schn. Rennrunde   |
| -- | ------ | --------------------- | ----------------- | ----------------- | ----------------- | ----------------- | ----------------- | ----------------- |
| 1  | 28.03. | GP von Argentinien    | Buenos Aires      | Kenny Roberts sr. | Barry Sheene      | Freddie Spencer   | Kenny Roberts sr. | Kenny Roberts sr. |
| 2  | 02.05. | GP von Österreich     | Salzburgring      | Franco Uncini     | Barry Sheene      | Kenny Roberts sr. | Graeme Crosby     | Marco Lucchinelli |
| 3  | 09.05. | GP von Frankreich     | Nogaro            | Michel Frutschi   | Franck Gross      | Steve Parrish     | Jean Lafond       | Michel Frutschi   |
| 4  | 23.05. | GP von Spanien        | Jarama            | Kenny Roberts sr. | Barry Sheene      | Franco Uncini     | Freddie Spencer   | Kenny Roberts sr. |
| 5  | 30.05. | GP der Nationen       | Misano            | Franco Uncini     | Freddie Spencer   | Graeme Crosby     | Franco Uncini     | Freddie Spencer   |
| 6  | 26.06. | 52. Dutch TT          | Assen             | Franco Uncini     | Kenny Roberts sr. | Barry Sheene      | Kenny Roberts sr. | Freddie Spencer   |
| 7  | 04.07. | GP von Belgien        | Spa-Francorchamps | Freddie Spencer   | Barry Sheene      | Franco Uncini     | Jack Middelburg   | Freddie Spencer   |
| 8  | 18.06. | GP von Jugoslawien    | Rijeka            | Franco Uncini     | Graeme Crosby     | Barry Sheene      | Barry Sheene      | Franco Uncini     |
| 9  | 01.08. | GP von Großbritannien | Silverstone       | Franco Uncini     | Freddie Spencer   | Graeme Crosby     | Kenny Roberts sr. | Graeme Crosby     |
| 10 | 08.08. | GP von Schweden       | Anderstorp        | Takazumi Katayama | Randy Mamola      | Graeme Crosby     | Freddie Spencer   | Randy Mamola      |
| 11 | 05.09. | GP von San Marino     | Mugello           | Freddie Spencer   | Randy Mamola      | Graeme Crosby     | Freddie Spencer   | Takazumi Katayama |
| 12 | 26.09. | GP von Deutschland    | Hockenheim        | Randy Mamola      | Virginio Ferrari  | Loris Reggiani    | Freddie Spencer   | Freddie Spencer   |

### Fahrerwertung
| 1  | Franco Uncini     | Suzuki    | 103 |
| 2  | Graeme Crosby     | Yamaha    | 76  |
| 3  | Freddie Spencer   | Honda     | 72  |
| 4  | Kenny Roberts sr. | Yamaha    | 68  |
| 5  | Barry Sheene      | Yamaha    | 68  |
| 6  | Randy Mamola      | Suzuki    | 65  |
| 7  | Takazumi Katayama | Honda     | 48  |
| 8  | Marco Lucchinelli | Honda     | 43  |
| 9  | Kork Ballington   | Kawasaki  | 31  |
| 10 | Marc Fontan       | Yamaha    | 29  |
| 11 | Virginio Ferrari  | Suzuki    | 25  |
| 12 | Boet van Dulmen   | Yamaha    | 23  |
| 13 | Loris Reggiani    | Suzuki    | 21  |
| 14 | Michel Frutschi   | Sanvenero | 17  |
| 15 | Sergio Pellandini | Suzuki    | 15  |

| 16 | Jack Middelburg   | Suzuki | 13 |
| 17 | Franck Gross      | Suzuki | 12 |
| 18 | Steve Parrish     | Yamaha | 11 |
| 19 | Leandro Becheroni | Suzuki | 11 |
| 20 | Guido Paci        | Yamaha | 7  |
| 21 | Stuart Avant      | Suzuki | 6  |
| 22 | Philippe Coulon   | Suzuki | 6  |
| 23 | Seppo Rossi       | Suzuki | 5  |
| 24 | Philippe Robinet  | Suzuki | 4  |
| 25 | Chris Guy         | Suzuki | 4  |
| 26 | Víctor Palomo     | Suzuki | 3  |
| 27 | Andreas Hofmann   | Suzuki | 3  |
| 28 | Jon Ekerold       | Cagiva | 1  |
|    | Raymond Roche     | Suzuki | 1  |
|    | Peter Sjöström    | Suzuki | 1  |

### Konstrukteurswertung
Der Konstrukteurstitel wurde Suzuki zuerkannt.

## 350-cm³-Klasse

### Rennergebnisse
|   | Datum  | Rennen                  | Strecke      | Platz 1             | Platz 2             | Platz 3            | Pole-Position       | Schn. Rennrunde     |
| - | ------ | ----------------------- | ------------ | ------------------- | ------------------- | ------------------ | ------------------- | ------------------- |
| 1 | 28.03. | GP von Argentinien      | Buenos Aires | Carlos Lavado       | Jean-François Baldé | Didier de Radiguès | Jean-François Baldé | Jean-François Baldé |
| 2 | 02.05. | GP von Österreich       | Salzburgring | Eric Saul           | Toni Mang           | Patrick Fernandez  | Didier de Radiguès  | Toni Mang           |
| 3 | 09.05. | GP von Frankreich       | Nogaro       | Jean-François Baldé | Didier de Radiguès  | Jeffrey Sayle      | Jean-François Baldé | Didier de Radiguès  |
| 4 | 30.05. | GP der Nationen         | Misano       | Didier de Radiguès  | Carlos Lavado       | Massimo Matteoni   | Didier de Radiguès  | Carlos Lavado       |
| 5 | 26.06. | 52. Dutch TT            | Assen        | Jean-François Baldé | Toni Mang           | Alan North         | Jean-François Baldé | Jean-François Baldé |
| 6 | 01.08. | GP von Großbritannien   | Silverstone  | Jean-François Baldé | Didier de Radiguès  | Toni Mang          | Martin Wimmer       | Jean-François Baldé |
| 7 | 15.08. | GP von Finnland         | Imatra       | Toni Mang           | Christian Sarron    | Donnie Robinson    | Didier de Radiguès  | Toni Mang           |
| 8 | 29.08. | GP der Tschechoslowakei | Masaryk-Ring | Didier de Radiguès  | Toni Mang           | Jacques Cornu      | Didier de Radiguès  | Didier de Radiguès  |
| 9 | 26.09. | GP von Deutschland      | Hockenheim   | Manfred Herweh      | Toni Mang           | Eric Saul          | Toni Mang           | Toni Mang           |

### Fahrerwertung
| 1  | Toni Mang           | Kawasaki          | 81 |
| 2  | Didier de Radiguès  | Chavallier-Yamaha | 64 |
| 3  | Jean-François Baldé | Kawasaki          | 59 |
| 4  | Eric Saul           | Chavallier-Yamaha | 52 |
| 5  | Carlos Lavado       | Yamaha            | 36 |
| 6  | Alan North          | Bimota-Yamaha     | 31 |
| 7  | Jacques Cornu       | Yamaha            | 31 |
| 8  | Christian Sarron    | Yamaha            | 28 |
| 9  | Patrick Fernandez   | Bimota-Bartol     | 21 |
| 10 | Gustav Reiner       | Bimota-Yamaha     | 19 |
| 11 | Wolfgang von Muralt | Bimota-Yamaha     | 16 |
| 12 | Tony Head           | Yamaha            | 16 |
| 13 | Manfred Herweh      | Yamaha            | 15 |
| 14 | Donnie Robinson     | Yamaha            | 15 |
| 15 | Jeffrey Sayle       | Armstrong-Rotax   | 12 |
| 16 | Martin Wimmer       | Yamaha            | 12 |
| 17 | Siegfried Minich    | Yamaha            | 11 |
| 18 | Massimo Matteoni    | Bimota-Yamaha     | 10 |

| 19 | Eero Hyvärinen    | Yamaha            | 8 |
|    | Thierry Espié     | Chevallier-Yamaha | 8 |
| 21 | Herbert Hauf      | Kawasaki          | 8 |
| 22 | Pierre Bolle      | Yamaha            | 7 |
|    | Pekka Nurmi       | Yamaha            | 7 |
| 24 | Andy Watts        | Yamaha            | 5 |
| 25 | Edoardo Alemán    | Yamaha            | 4 |
| 26 | Roger Sibille     | Yamaha            | 4 |
| 27 | Victorio Minguzzi | Yamaha            | 3 |
|    | Tony Rogers       | Armstrong-Rotax   | 3 |
| 29 | Fernando Cerdera  | Yamaha            | 2 |
| 30 | Harald Eckl       | Yamaha            | 1 |
|    | Marc Schouten     | Yamaha            | 1 |
|    | Atilio Riondato   | Bimota-Yamaha     | 1 |
|    | Reino Eskelinen   | Yamaha            | 1 |
|    | Steve Tonkin      | Yamaha            | 1 |
|    | Franz Kaserer     | Yamaha            | 1 |

### Konstrukteurswertung
Der Konstrukteurstitel wurde Kawasaki zuerkannt.

## 250-cm³-Klasse

### Rennergebnisse
|    | Datum  | Rennen                  | Strecke           | Platz 1              | Platz 2              | Platz 3              | Pole-Position       | Schn. Rennrunde      |
| -- | ------ | ----------------------- | ----------------- | -------------------- | -------------------- | -------------------- | ------------------- | -------------------- |
| 1  | 09.05. | GP von Frankreich       | Nogaro            | Jean-Louis Tournadre | Jean-François Baldé  | Jeffrey Sayle        | Patrick Igoa        | Jean-François Baldé  |
| 2  | 23.05. | GP von Spanien          | Jarama            | Carlos Lavado        | Jean-Louis Tournadre | Toni Mang            | Jean-François Baldé | Jean-François Baldé  |
| 3  | 30.05. | GP der Nationen         | Misano            | Toni Mang            | Roland Freymond      | Jean-Louis Tournadre | Massimo Matteoni    | Toni Mang            |
| 4  | 26.06. | 52. Dutch TT            | Assen             | Toni Mang            | Jean-Louis Tournadre | Jeffrey Sayle        | Didier de Radiguès  | Jeffrey Sayle        |
| 5  | 04.07. | GP von Belgien          | Spa-Francorchamps | Toni Mang            | Graeme McGregor      | Didier de Radiguès   | Toni Mang           | Toni Mang            |
| 6  | 18.06. | GP von Jugoslawien      | Rijeka            | Didier de Radiguès   | Paolo Ferretti       | Jean-Louis Tournadre | Didier de Radiguès  | Jean-Louis Tournadre |
| 7  | 01.08. | GP von Großbritannien   | Silverstone       | Martin Wimmer        | Toni Mang            | Jean-Louis Tournadre | Martin Wimmer       | Toni Mang            |
| 8  | 08.08. | GP von Schweden         | Anderstorp        | Roland Freymond      | Toni Mang            | Jean-François Baldé  | Christian Estrosi   | Roland Freymond      |
| 9  | 15.08. | GP von Finnland         | Imatra            | Christian Sarron     | Didier de Radiguès   | Sito Pons            | Didier de Radiguès  | Christian Sarron     |
| 10 | 29.08. | GP der Tschechoslowakei | Masaryk-Ring      | Carlos Lavado        | Jean-Louis Tournadre | Martin Wimmer        | Didier de Radiguès  | Jean-Louis Tournadre |
| 11 | 05.09. | GP von San Marino       | Mugello           | Toni Mang            | Jean-Louis Tournadre | Roland Freymond      | Carlos Lavado       | Carlos Lavado        |
| 12 | 26.09. | GP von Deutschland      | Hockenheim        | Toni Mang            | Paolo Ferretti       | Thierry Espié        | Toni Mang           | Thierry Espié        |

### Fahrerwertung
| 1  | Jean-Louis Tournadre   | Yamaha            | 118 |
| 2  | Toni Mang              | Kawasaki          | 117 |
| 3  | Roland Freymond        | MBA               | 72  |
| 4  | Martin Wimmer          | Yamaha            | 48  |
| 5  | Carlos Lavado          | Yamaha            | 39  |
| 6  | Didier de Radiguès     | Chevallier-Yamaha | 38  |
| 7  | Paolo Ferretti         | MBA               | 34  |
| 8  | Jean-Louis Guignabodet | Kawasaki          | 30  |
| 9  | Jeffrey Sayle          | Armstrong-Rotax   | 27  |
| 10 | Christian Sarron       | Yamaha            | 26  |
| 11 | Christian Estrosi      | Pernod            | 23  |
| 12 | Jean-François Baldé    | Kawasaki          | 22  |
| 13 | Thierry Espié          | Pernod            | 22  |
| 14 | Patrick Fernandez      | Bimota-Bartol     | 21  |
| 15 | Sito Pons              | Kobas-Rotax       | 18  |
| 16 | Graeme McGregor        | Waddon-Rotax      | 17  |
| 17 | Jacques Cornu          | Yamaha            | 17  |

| 18 | Antonio Neto         | Yamaha        | 12 |
| 19 | Jacques Bolle        | Yamaha        | 11 |
| 20 | Massimo Matteoni     | Bimota-Yamaha | 11 |
| 21 | Massimo Broccoli     | Yamaha        | 11 |
| 22 | Jean-Michel Mattioli | Yamaha        | 10 |
| 23 | Donnie Robinson      | Yamaha        | 10 |
| 24 | Marcellino Lucchi    | Yamaha        | 9  |
| 25 | Gabriel Grabia       | Yamaha        | 5  |
| 26 | Manfred Herweh       | Yamaha        | 4  |
|    | Reinhold Roth        | Yamaha        | 4  |
| 28 | Tony Head            | Waddon-Rotax  | 4  |
|    | Richard Schlachter   | Yamaha        | 4  |
| 30 | Marc Schouten        | MBA           | 3  |
| 31 | Bengt Elgh           | Yamaha        | 2  |
| 32 | Pierluigi Conforti   | Kawasaki      | 1  |
|    | André Gouin          | Yamaha        | 1  |
|    | Jean-Marc Toffolo    | Rotax         | 1  |

### Konstrukteurswertung
Der Konstrukteurstitel wurde Yamaha zuerkannt.

## 125-cm³-Klasse

### Rennergebnisse
|    | Datum  | Rennen                  | Strecke           | Platz 1            | Platz 2            | Platz 3              | Pole-Position      | Schn. Rennrunde    |
| -- | ------ | ----------------------- | ----------------- | ------------------ | ------------------ | -------------------- | ------------------ | ------------------ |
| 1  | 28.03. | GP von Argentinien      | Buenos Aires      | Ángel Nieto        | Ricardo Tormo      | Willy Pérez          | Ángel Nieto        | Ricardo Tormo      |
| 2  | 02.05. | GP von Österreich       | Salzburgring      | Ángel Nieto        | August Auinger     | Pier Paolo Bianchi   | Hans Müller        | August Auinger     |
| 3  | 09.05. | GP von Frankreich       | Nogaro            | Jean-Claude Selini | Johnny Wickström   | Hugo Vignetti        | Jean-Claude Selini | Jean-Claude Selini |
| 4  | 23.05. | GP von Spanien          | Jarama            | Ángel Nieto        | Eugenio Lazzarini  | Pierluigi Aldrovandi | Eugenio Lazzarini  | Eugenio Lazzarini  |
| 5  | 30.05. | GP der Nationen         | Misano            | Ángel Nieto        | Pier Paolo Bianchi | Iván Palazzese       | Pier Paolo Bianchi | Pier Paolo Bianchi |
| 6  | 26.06. | 52. Dutch TT            | Assen             | Ángel Nieto        | Eugenio Lazzarini  | Pierluigi Aldrovandi | Eugenio Lazzarini  | Ángel Nieto        |
| 7  | 04.07. | GP von Belgien          | Spa-Francorchamps | Ricardo Tormo      | Eugenio Lazzarini  | Pier Paolo Bianchi   | Ricardo Tormo      | Eugenio Lazzarini  |
| 8  | 18.06. | GP von Jugoslawien      | Rijeka            | Eugenio Lazzarini  | Pier Paolo Bianchi | Ángel Nieto          | Eugenio Lazzarini  | Eugenio Lazzarini  |
| 9  | 01.08. | GP von Großbritannien   | Silverstone       | Ángel Nieto        | Ricardo Tormo      | Pier Paolo Bianchi   | Ángel Nieto        | Ángel Nieto        |
| 10 | 08.08. | GP von Schweden         | Anderstorp        | Iván Palazzese     | Eugenio Lazzarini  | August Auinger       | Ricardo Tormo      | Eugenio Lazzarini  |
| 11 | 15.08. | GP von Finnland         | Imatra            | Iván Palazzese     | August Auinger     | Johnny Wickström     | Hans Müller        | Iván Palazzese     |
| 12 | 29.08. | GP der Tschechoslowakei | Masaryk-Ring      | Eugenio Lazzarini  | Iván Palazzese     | Ricardo Tormo        | Hans Müller        | Eugenio Lazzarini  |

### Fahrerwertung
| 1  | Ángel Nieto          | Garelli    | 111 |
| 2  | Eugenio Lazzarini    | Garelli    | 95  |
| 3  | Iván Palazzese       | MBA        | 75  |
| 4  | Pier Paolo Bianchi   | Sanvenero  | 59  |
| 5  | Ricardo Tormo        | Sanvenero  | 58  |
| 6  | August Auinger       | Bartol-MBA | 55  |
| 7  | Pierluigi Aldrovandi | MBA        | 52  |
| 8  | Hans Müller          | MBA        | 49  |
| 9  | Jean-Claude Selini   | MBA        | 39  |
| 10 | Johnny Wickström     | MBA        | 33  |
| 11 | Hugo Vignetti        | Sanvenero  | 26  |
| 12 | Willy Pérez          | MBA        | 20  |
| 13 | Maurizio Vitali      | MBA        | 19  |
| 14 | Gerhard Waibel       | Seel-MBA   | 19  |
| 15 | Bruno Kneubühler     | MBA        | 18  |
| 16 | Domenico Brigaglia   | MBA        | 14  |

| 17 | Alfred Waibel       | MBA         | 7 |
| 18 | Matti Kinnunen      | MBA         | 6 |
| 19 | Hans-Jürgen Hummel  | Sachs-MBA   | 5 |
| 20 | Roberto Ruosi       | MBA         | 5 |
| 21 | Erich Klein         | MBA         | 4 |
|    | Anton Straver       | MBA         | 4 |
| 23 | Jikka Jaakkola      | MBA         | 4 |
| 24 | Helmut Lichtenberg  | MBA         | 3 |
|    | Olivier Liégeois    | Sanvenero   | 3 |
|    | Stefan Dörflinger   | Krauser-MBA | 3 |
| 27 | Alex Bedford        | MBA         | 2 |
| 28 | Per-Edvard Carlsson | Bakker-MBA  | 1 |
|    | Esa Kytölä          | MBA         | 1 |
|    | Libero Piccirillo   | MBA         | 1 |
|    | Henk van Kessel     | MBA         | 1 |

### Konstrukteurswertung
Der Konstrukteurstitel wurde Garelli zuerkannt.

## 50-cm³-Klasse

### Rennergebnisse
|   | Datum  | Rennen             | Strecke    | Platz 1           | Platz 2           | Platz 3            | Pole-Position     | Schn. Rennrunde   |
| - | ------ | ------------------ | ---------- | ----------------- | ----------------- | ------------------ | ----------------- | ----------------- |
| 1 | 23.05. | GP von Spanien     | Jarama     | Stefan Dörflinger | Eugenio Lazzarini | Claudio Lusuardi   | Stefan Dörflinger | Stefan Dörflinger |
| 2 | 30.05. | GP der Nationen    | Misano     | Stefan Dörflinger | Ricardo Tormo     | Claudio Lusuardi   | Stefan Dörflinger | Stefan Dörflinger |
| 3 | 26.06. | 52. Dutch TT       | Assen      | Stefan Dörflinger | Eugenio Lazzarini | Ricardo Tormo      | Stefan Dörflinger | Stefan Dörflinger |
| 4 | 18.06. | GP von Jugoslawien | Rijeka     | Eugenio Lazzarini | Stefan Dörflinger | Ricardo Tormo      | Stefan Dörflinger | Eugenio Lazzarini |
| 5 | 05.09. | GP von San Marino  | Mugello    | Eugenio Lazzarini | Stefan Dörflinger | Giuseppe Ascareggi | Eugenio Lazzarini | Eugenio Lazzarini |
| 6 | 26.09. | GP von Deutschland | Hockenheim | Eugenio Lazzarini | Stefan Dörflinger | Claudio Lusuardi   | Stefan Dörflinger | Stefan Dörflinger |

### Fahrerwertung
| 1  | Stefan Dörflinger  | Kreidler   | 81 |
| 2  | Eugenio Lazzarini  | Garelli    | 69 |
| 3  | Claudio Lusuardi   | Villa      | 43 |
| 4  | Ricardo Tormo      | Bultaco    | 40 |
| 5  | Giuseppe Ascareggi | Minarelli  | 38 |
| 6  | Hans-Jürgen Hummel | Sachs      | 19 |
| 7  | Theo Timmer        | Bultaco    | 15 |
| 8  | Massimo De Lorenzi | Minarelli  | 14 |
| 9  | Hans Spaan         | Kreidler   | 12 |
| 10 | Hagen Klein        | Massa-Real | 10 |
| 11 | Jorge Martínez     | Bultaco    | 10 |
| 12 | Reiner Scheidhauer | Kreidler   | 10 |

| 13 | George Looijesteijn | Kreidler | 9 |
| 14 | Otto Machinek       | Kreidler | 5 |
|    | Gerhard Bauer       | Kreidler | 5 |
| 16 | Ingo Emmerich       | Kreidler | 5 |
| 17 | Rolf Blatter        | Kreidler | 2 |
|    | Paolo Priori        | Paolucci | 2 |
|    | Gerhard Singer      | Kreidler | 2 |
|    | Peter Verbic        | Kreidler | 2 |
| 21 | Henk van Kessel     | Kreidler | 1 |
|    | Paul Rimmelzwaan    | Roton    | 1 |
|    | Mauro Mordenti      | Rossi    | 1 |

### Konstrukteurswertung
Es wurde kein Konstrukteurstitel vergeben.

## Gespanne (500 cm³)

### Rennergebnisse
|   | Datum  | Rennen                  | Strecke           | Platz 1                             | Platz 2                             | Platz 3                          | Pole-Position                       | Schn. Rennrunde                     |
| - | ------ | ----------------------- | ----------------- | ----------------------------------- | ----------------------------------- | -------------------------------- | ----------------------------------- | ----------------------------------- |
| 1 | 02.05. | GP von Österreich       | Salzburgring      | Rolf Biland / Kurt Waltisperg       | Alain Michel / Michael Burkhard     | Werner Schwärzel / Andreas Huber | Rolf Biland / Kurt Waltisperg       | Rolf Biland / Kurt Waltisperg       |
| 2 | 26.06. | 52. Dutch TT            | Assen             | Rolf Biland / Kurt Waltisperg       | Alain Michel / Michael Burkhard     | Werner Schwärzel / Andreas Huber | Rolf Biland / Kurt Waltisperg       | Rolf Biland / Kurt Waltisperg       |
| 3 | 04.07. | GP von Belgien          | Spa-Francorchamps | Rolf Biland / Kurt Waltisperg       | Egbert Streuer / Bernard Schnieders | Jock Taylor / Benga Johansson    | Rolf Biland / Kurt Waltisperg       | Rolf Biland / Kurt Waltisperg       |
| 4 | 01.08. | GP von Großbritannien   | Silverstone       | Egbert Streuer / Bernard Schnieders | Werner Schwärzel / Andreas Huber    | Steve Abbott / Shaun Smith       | Rolf Biland / Kurt Waltisperg       | Egbert Streuer / Bernard Schnieders |
| 5 | 08.08. | GP von Schweden         | Anderstorp        | Rolf Biland / Kurt Waltisperg       | Werner Schwärzel / Andreas Huber    | Jock Taylor / Benga Johansson    | Rolf Biland / Kurt Waltisperg       | Rolf Biland / Kurt Waltisperg       |
| 6 | 15.08. | GP von Finnland         | Imatra            | Rolf Biland / Kurt Waltisperg       | Alain Michel / Michael Burkhard     | Werner Schwärzel / Andreas Huber | Rolf Biland / Kurt Waltisperg       | Rolf Biland / Kurt Waltisperg       |
| 7 | 29.08. | GP der Tschechoslowakei | Masaryk-Ring      | Alain Michel / Michael Burkhard     | Werner Schwärzel / Andreas Huber    | Derek Jones / Brian Ayres        | Rolf Biland / Kurt Waltisperg       | Alain Michel / Michael Burkhard     |
| 8 | 05.09. | GP von San Marino       | Mugello           | Alain Michel / Michael Burkhard     | Werner Schwärzel / Andreas Huber    | Masato Kumano / Kunio Takeshima  | Egbert Streuer / Bernard Schnieders | Alain Michel / Michael Burkhard     |
| 9 | 26.09. | GP von Deutschland      | Hockenheim        | Rolf Biland / Kurt Waltisperg       | Egbert Streuer / Bernard Schnieders | Derek Jones / Brian Ayres        | Rolf Biland / Kurt Waltisperg       | Rolf Biland / Kurt Waltisperg       |

### Fahrerwertung
| 1  | Werner Schwärzel     | Andreas Huber                                                                 | Seymaz-Yamaha | 86   |
| 2  | Rolf Biland          | Kurt Waltisperg                                                               | LCR-Yamaha    | 82,5 |
| 3  | Alain Michel         | Michael Burkhard                                                              | Seymaz-Yamaha | 68   |
| 4  | Egbert Streuer       | Bernard Schnieders                                                            | LCR-Yamaha    | 47,5 |
| 5  | Jock Taylor (†)      | Benga Johansson                                                               | Windle-Yamaha | 33   |
| 6  | Derek Jones          | Brian Ayres                                                                   | LCR-Yamaha    | 29   |
| 7  | Patrick Thomas       | Jean-Marc Fresc bzw. Horst Juhant bzw. Helmut Schilling bzw. Philippe Greffet | Seymaz-Yamaha | 28   |
| 8  | Masato Kumano        | Kunio Takeshima                                                               | LCR-Yamaha    | 23   |
| 9  | Rolf Steinhausen     | Hermann Hahn                                                                  | Busch-Yamaha  | 20   |
| 10 | Trevor Ireson        | Donnie Williams                                                               | Ireson-Yamaha | 20   |
| 11 | Jean-François Monnin | Wolfgang Kalauch bzw. Herbert Mainka                                          | LCR-Yamaha    | 17   |
| 12 | Steve Abbott         | Shaun Smith                                                                   | Yamaha        | 16   |
| 13 | Gérald Corbaz        | Yvan Hunziker                                                                 | Seymaz-Yamaha | 15,5 |
| 14 | Dennis Bingham       | Julia Bingham                                                                 | Yamaha        | 15,5 |
| 15 | Mick Boddice         | Chas Birks                                                                    | Windle-Yamaha | 11   |
| 16 | Mick Barton          | Nick Cutmore                                                                  | Yamaha        | 10   |
| 17 | Hermann Huber        | Hermann Bäsler                                                                | Lutz-Yamaha   | 8    |
| 18 | Gordon Nottingham    | Steve Johnson                                                                 | Windle-Yamaha | 6    |
| 19 | Siegfried Berger     | Edwin Berger                                                                  | Yamaha        | 5    |
| 20 | Wolfgang Stropek     | Hans-Peter Demling                                                            | LCR-Yamaha    | 4    |
| 21 | Albert Giesemann     | Thomas Riedel                                                                 | LCR-Yamaha    | 3    |
|    | Derek Bailey         | Bob Bryson                                                                    | Yamaha        | 3    |
|    | Alfred Zurbrügg      | Martin Zurbrügg                                                               | Seymaz-Yamaha | 3    |
|    | Hans Hügli           | Andreas Schütz                                                                | Seymaz-Yamaha | 3    |
| 25 | Kurt Jelonek         | Gerhard Wagner                                                                | Yamaha        | 2    |
| 26 | John Barker          | John Brushwood                                                                | Yamaha        | 1    |
|    | Hein van Drie        | Carlo Sonaglia                                                                | Yamaha        | 1    |

### Konstrukteurswertung
Der Konstrukteurstitel wurde Seymaz-Yamaha zuerkannt.